# Meir Neumark
Meir Neumark (geboren 1688; Todesdatum unbekannt; auch Meier ben Jehuda Loeb Neumark) war ein deutscher Übersetzer, Geograph und Kosmograph.

## Leben
Bereits in Jugendjahren begann Neumark, der Sohn eines Berliner Druckers, mehrere historische, geographische, physikalische und astronomische Werke aus dem Lateinischen und Deutschen ins Hebräische zu übertragen. Wenig später studierte er in Frankfurt und Nikolsburg, wo er von dem Hoffaktoren David Oppenheim, einem wohlbekannten, bibliophilen Rabbiner, der Neumark anregte, weitere Übersetzungen zu schreiben, gefördert und finanziert wurde. 
Obwohl Neumark zahllose Übertragungen editierte und für den Druck vorbereitete, überwog die Furcht, ob der konservativen jüdischen und weltlichen Autoritäten neueste wissenschaftliche Erkenntnisse zu verbreiten. Zwei Manuskripte über Astronomie und Physik, Tokhen Hakadur und Tekhunot Havaya, befinden sich in der Bibliothek von Oppenheim.

## Trivia
Obwohl Selma Stern Neumark neben Solomon Hanau als eine der bedeutendsten jüdischen Persönlichkeiten und Gelehrten des frühneuzeitlichen Preußens beschreibt, ist er weitgehend in Vergessenheit geraten.

## Werkeauswahl
- Tokhen Hakadur
- Tekhunot Havaya